# Atlantische Hurrikansaison 2013
Die Atlantische Hurrikansaison 2013 begann offiziell am 1. Juni und endete am 30. November. Während dieser Periode bilden sich üblicherweise die meisten Hurrikane, da nur zu dieser Zeit geeignete Bedingungen existieren, wie etwa ein warmer Ozean, feuchte Luft und wenig Windscherung, um die Bildung von tropischen Wirbelstürmen zu ermöglichen. Die Saison 2013 war die erste seit der Saison 1994, in der sich kein Major-Hurrikan bildete. Der erste Sturm der Saison, Andrea, bildete sich am 5. Juni und der letzte Sturm der Saison, ein unbenannter subtropischer Sturm, löste sich am 7. Dezember auf. Im Laufe der Hurrikansaison bildeten sich nur zwei Hurrikane, Humberto und Ingrid, so wenige wie seit der Hurrikansaison 1982 nicht mehr.
Stürme im Pazifischen Ozean sind im Artikel Pazifische Hurrikansaison 2013 gelistet.

## Saisonprognosen
Voraussagen über die Aktivität der kommenden Hurrikansaison werden jedes Jahr durch die Hurrikanexperten Philip J. Klotzbach und William M. Gray und ihren Mitarbeitern an der Colorado State University und separat durch die Meteorologen der NOAA sowie vom Konsortium Tropical Storm Risk erstellt.
Klotzbachs Team definierte die durchschnittliche Anzahl von Stürmen pro Saison im Durchschnitt (1950–2000) auf 9,6 tropische Stürme, 5,9 Hurrikane und 2,3 schwere Hurrikane (also solche, die auf der Saffir-Simpson-Hurrikan-Windskala zumindest in die Kategorie 3 eingestuft werden). Eine normale Saison, wie sie durch die NOAA festgelegt wurde, besteht aus 9–12 benannten Stürmen, von denen 5–7 Hurrikanstärke erreichen und 1–3 schwere Hurrikane werden.

### Prognosen vor Beginn der Saison
Am 5. Dezember 2012 gab Tropical Storm Risk (TSR), ein öffentliches Konsortium aus Experten für Versicherungen, Risikomanagement und saisonale Klimavorhersagen am University College London, eine mittelfristige Vorhersage aus, die für 2013 eine überdurchschnittliche Hurrikansaison annimmt. In dem Bericht stellte TSR fest, dass die tropische Zyklonaktivität etwa 30 % über dem Durchschnitt der Jahre 1950–2012 liegen könnte, wobei 15,4 (± 4,3) tropische Stürme, 7,7 (± 2,9) Hurrikane und 3,4 (± 1,6) schwere Hurrikane und ein kumulierter ACE-Index von 134 erwartet wurden.
Am 8. April 2013 gab Weather Services International (WSI) eine Vorhersage heraus, die von einer überdurchschnittlichen Hurrikansaison 2013 mit 16 tropischen Stürmen, 9 Hurrikans und 5 schweren Hurrikans ausgeht.
Am 15. Mai 2013 veröffentlichte Met Office eine Vorhersage, die von einer etwas überdurchschnittlichen Hurrikansaison 2013 ausgeht. Demnach werde die Zahl der benannten Stürme bei 14 liegen und die Zahl der Hurrikane bei 9.
Acht Tage nach Met Office, am 23. Mai 2013, veröffentlichte auch die National Oceanic and Atmospheric Administration (NOAA) eine Vorhersage für die Hurrikansaison 2013. Demnach werde es 13–20 benannte Stürme geben, von denen 7–11 Hurrikane würden und von denen wiederum 3–6 schwere Hurrikane würden.

## Stürme

### Tropischer Sturm Andrea

#### Sturmverlauf
Der erste tropische Sturm der Saison 2013 im atlantischen Becken bildete sich am 5. Juni gegen 18 Uhr Ortszeit im östlichen Golf von Mexiko, nordwestlich der kubanischen Hauptstadt Havanna und nordöstlich der Halbinsel Yucatán auf Position 25.3N 86.5W und bewegte sich in nördliche Richtung.
Am 6. Juni kurz vor 18 Uhr EDT erreichte das Zentrum des Sturms in der Region Big Bend (29.5N 83.4W), 110 km westlich der Stadt Gainesville, mit Windgeschwindigkeiten von rund 100 km/h das Festland des US-Bundesstaates Florida. Von dort bewegte sich der Sturm weiter in nordöstlicher Richtung, wobei er sich über Land leicht abschwächte. Am Abend des 7. Juni wurde Andrea als „posttropisch“ deklariert. Das Sturmzentrum befand sich zu dieser Zeit weiterhin über Land in der Nähe von Raleigh im Bundesstaat North Carolina. Die Windgeschwindigkeiten betrugen hier noch 75 km/h. Die Beobachtung durch das National Hurricane Center und die regelmäßige Herausgabe von Hinweisen wurde jedoch fortgesetzt.
- NHC's Sturmarchiv zu Tropensturm Andrea (Englisch)
- NHC's Grafikenarchiv zu Tropensturm Andrea (Englisch)
- NHC's Tropical Cyclone Report on Tropical Storm Andrea (Englisch; PDF; 575 kB)

#### Auswirkungen
Schon im Vorfeld hatte das Tiefdruckgebiet, welches sich später zum tropischen Sturm entwickelte, in West-Kuba für starke Niederschläge gesorgt. In der Provinz Pinar del Río, einem berühmten Tabakanbaugebiet, kam es zu Überschwemmungen. 2200 Menschen mussten evakuiert werden. 14 Ortschaften waren von der Außenwelt abgeschnitten. Der Río Cuyaguateje erreichte Rekordpegelwerte von 9,70 m. Teilweise fielen bis zu 516 mm Regen und verursachte Schäden an Gebäuden und in der Landwirtschaft.

### Tropischer Sturm Barry

#### Sturmverlauf
Am Abend des 15. Juni begann das National Hurricane Center (NHC) mit der Beobachtung eines großen Gebiets von Schauern und Gewittern über der südwestlichen Karibik. Dieses konnte sich am folgenden Tag gut organisieren, sodass es am 17. Juni zum tropischen Tiefdruckgebiet Zwei etwa 95 km östlich von Monkey River Town, Belize aktualisiert wurde. Später am selben Tag ging das System über Belize an Land und befand sich früh am 18. Juni über dem nördlichen Guatemala. Als das Tiefdruckgebiet früh am nächsten Tag wieder das Land verließ und über die Bucht von Campeche zog, konnte es sich intensivieren und wurde am Abend vom National Hurricane Center (NHC) zu einem tropischen Sturm heraufgestuft, der den Namen Barry erhielt. Um 0900 UTC am 20. Juni erreichte der Sturm seinen Höhepunkt mit Windgeschwindigkeiten von 75 km/h und einem Luftdruck von 1003 hPa, bevor er nur ein paar Stunden später nördlich von Veracruz, Mexiko an Land ging. Nach dem Landgang schwächte sich Barry rasch in ein tropisches Tiefdruckgebiet ab und degenerierte am späten Abend etwa 95 km ostnordöstlich von Mexiko-Stadt zu einem Resttief.
- NHC's Sturmarchiv zu Tropensturm Barry (Englisch)
- NHC's Grafikenarchiv zu Tropensturm Barry (Englisch)
- NHC's Tropical Cyclone Report on Tropical Storm Barry (Englisch; PDF; 382 kB)

#### Auswirkungen
Schwere Regenfälle sorgten in Honduras für Überflutungen, die 60 Häuser zerstörten und mehr als 300 Personen betrafen. In El Salvador wurden zwei Menschen durch ein Unwetter verletzt und eine Person wegen Überschwemmungen als vermisst gemeldet. Durch Überflutungen in Veracruz wurden mindestens 2 Menschen getötet.

### Tropischer Sturm Chantal

#### Sturmverlauf
Am 5. Juli begann das National Hurricane Center (NHC) mit der Beobachtung eines Gebiets von Schauern und Gewittern verbunden mit einer tropischen Welle 550 Meilen südwestlich von Kap Verde. Das System konnte sich rasch organisieren und erhielt am 7. Juli eine hohe Wahrscheinlichkeit, sich in ein tropisches Tiefdruckgebiet zu entwickeln. Früh am 8. Juli aktualisierte das National Hurricane Center die Störung zu einem tropischen Sturm und nannte diesen Chantal. Zu diesem Zeitpunkt bewegte sich der Sturm mit einer Zuggeschwindigkeit von 43 km/h rapide auf die Kleinen Antillen zu. Am folgenden Tag zog Chantal mit Windgeschwindigkeiten von 95 km/h direkt nördlich an Barbados und St. Lucia vorbei und erreichte das Karibische Meer, nachdem sie auch an Martinique vorbeigezogen war. Südlich von Hispaniola nahmen jedoch die Höhenwinde immer mehr zu und das System schwächte sich ab. Spät am 10. Juli degenerierte es schließlich 370 km ostsüdöstlich von Kingston, Jamaika zu einer tropischen Welle.
- NHC's Sturmarchiv zu Tropensturm Chantal (Englisch)
- NHC's Grafikenarchiv zu Tropensturm Chantal (Englisch)
- NHC's Tropical Cyclone Report on Tropical Storm Chantal (Englisch; PDF; 1,3 MB)

#### Auswirkungen
Die Reste von Chantal sorgten in Hispaniola für starke Regenfälle und anschließende Überflutungen, bei denen eine Person in der Dominikanischen Republik ums Leben gekommen ist.

### Tropischer Sturm Dorian

#### Sturmverlauf
Am 22. Juli meldete das National Hurricane Center (NHC), dass eine tropische Welle an der Westküste Afrikas entstanden sei. Bereits zwei Tage später wurde das System 500 km westsüdwestlich von Kap Verde zu einem tropischen Tiefdruckgebiet klassifiziert, welches die Bezeichnung Vier erhielt. Nur sechs Stunden später erreichte das Tiefdruckgebiet Sturmstärke und erhielt den Namen Dorian. Der Sturm verstärkte sich rasch weiter und erreichte am 25. Juli mit Windgeschwindigkeiten von 95 km/h und einem Luftdruck von 999 hPa seinen Höhepunkt. Danach schwächte sich Dorian rasch wieder ab und war bereits am Abend des 26. Juli nur noch ein schwacher tropischer Sturm. Am folgenden Tag degenerierte der Sturm 890 km östlich der Inseln über dem Winde wieder zu einer tropischen Welle. Aufgrund günstiger Bedingungen reintensivierte sich das System östlich von Südflorida in ein tropisches Tiefdruckgebiet. Nur 12 Stunden später degenerierte Dorian 255 km ostsüdöstlich von Charleston, South Carolina zu einem außertropischen Resttief.
- NHC's Sturmarchiv zu Tropensturm Dorian (Englisch)
- NHC's Grafikenarchiv zu Tropensturm Dorian (Englisch)
- NHC's Tropical Cyclone Report on Tropical Storm Dorian (Englisch; PDF; 2,3 MB)

### Tropischer Sturm Erin

#### Sturmverlauf
Am 13. August begann das National Hurricane Center (NHC) mit der Beobachtung einer tropischen Welle, die sich an der Westküste Afrikas befand. Das System organisierte sich schnell und erhielt bereits am folgenden Tag eine hohe Wahrscheinlichkeit, sich in eine tropische Zyklone zu entwickeln. Am frühen Morgen des 15. August hatte es sich soweit entwickelt, um vom National Hurricane Center zum tropischen Tiefdruckgebiet Fünf aktualisiert zu werden, als es sich 130 km südöstlich von Kap Verde befand. Nur neun Stunden später wurde es zu einem tropischen Sturm heraufgestuft, der den Namen Erin erhielt. Der Sturm zog in eine westnordwestliche Richtung und erreichte Windgeschwindigkeiten von 65 km/h und einen Luftdruck von 1006 hPa, was nur einem schwachen tropischen Sturm entspricht. Bereits am folgenden Tag hatte Erin einen Großteil ihrer Konvektion verloren und wurde in ein tropisches Tiefdruckgebiet herabgestuft. Das System konnte sich jedoch erneut in einen tropischen Sturm verstärken, bevor es sich am Abend des 17. August erneut in ein tropisches Tiefdruckgebiet abschwächte. In den Nachmittagsstunden des 18. August degenerierte das System etwa 1740 km westnordwestlich von Kap Verde zu einem außertropischen Resttief.
- NHC's Sturmarchiv zu Tropensturm Erin (Englisch)
- NHC's Grafikenarchiv zu Tropensturm Erin (Englisch)
- NHC's Tropical Cyclone Report on Tropical Storm Erin (Englisch; PDF; 988 kB)

### Tropischer Sturm Fernand

#### Sturmverlauf
Am 23. August begann das National Hurricane Center (NHC) mit der Beobachtung einer tropischen Welle über dem nordwestlichen Karibischen Meer. Diese zog nach Westen, überquerte dabei die Halbinsel Yucatán und erreichte am 25. August den Golf von Mexiko. Dort wurde sie am Abend zum tropischen Tiefdruckgebiet Sechs aktualisiert und nur knapp zwei Stunden später zum tropischen Sturm Fernand heraufgestuft. Der Sturm erreichte am frühen Morgen des 26. August mit andauernden Windgeschwindigkeiten von 85 km/h und einem Luftdruck von 1001 hPa seinen Höhepunkt und ging wenig später nord-nordwestlich von Veracruz, Mexiko an Land. Als Fernand immer weiter ins Landesinnere zog, schwächte sich der Sturm in ein tropisches Tiefdruckgebiet ab. Spät am 26. August löste sich Fernand 125 km westsüdwestlich von Tuxpan, Mexiko auf.
- NHC's Sturmarchiv zu Tropensturm Fernand (Englisch)
- NHC's Grafikenarchiv zu Tropensturm Fernand (Englisch)
- NHC's Tropical Cyclone Report on Tropical Storm Fernand (Englisch; PDF; 1,5 MB)

#### Auswirkungen
Durch heftige Regenfälle und nachfolgende Überflutungen sind in Mexiko mindestens 14 Menschen ums Leben gekommen.

### Tropischer Sturm Gabrielle

#### Sturmverlauf
Am 29. August begann das National Hurricane Center (NHC) mit der Beobachtung einer tropischen Welle, die sich etwa 1000 km östlich der Kleinen Antillen befand. Im Laufe der nächsten Tage bewegte sich die Störung nach Westen, konnte sich allerdings nicht organisieren. Erst als das System am 1. September die Kleinen Antillen erreicht hatte, erhielt es eine mittlere Wahrscheinlichkeit sich in ein tropisches Tiefdruckgebiet zu entwickeln. Spät am 4. September hatte sich die Störung 210 km südlich von San Juan, Puerto Rico soweit organisiert, sodass sie als tropisches Tiefdruckgebiet Sieben klassifiziert wurde. Nur sechs Stunden später erreichte das Tiefdruckgebiet Sturmstärke und erhielt den Namen Gabrielle. Bereits am Nachmittag des 5. September stufte das National Hurricane Center den Sturm aber wieder in ein tropisches Tiefdruckgebiet herab. Am frühen Morgen des folgenden Tages löste sich das Tiefdruckgebiet 45 km nord-nordwestlich von Punta Cana, Dominikanische Republik komplett auf. Nachdem das Resttief in den offenen Atlantik gezogen war, zeigte es jedoch Zeichen auf Regenerierung. Am 10. September stufte das National Hurricane Center das System 300 km südlich von Bermuda erneut zu einem tropischen Sturm herauf. Nachdem Gabrielle mit Windgeschwindigkeiten von 95 km/h seinen Höhepunkt erreichte, schwächte sich der Sturm rasch ab und war am Abend des 11. September nur noch ein tropisches Tiefdruckgebiet. Früh am 12. September konnte das System jedoch die Stärke eines tropischen Sturmes jedoch erneut erlangen, bevor es sich wieder in ein tropisches Tiefdruckgebiet abschwächte und spät am 13. September 290 km südlich von Halifax, Kanada zu einem außertropischen Resttief degenerierte.
- NHC's Sturmarchiv zu Tropensturm Gabrielle (Englisch)
- NHC's Grafikenarchiv zu Tropensturm Gabrielle (Englisch)
- NHC's Tropical Cyclone Report on Tropical Storm Gabrielle (Englisch; PDF; 518 kB)

### Hurrikan Humberto

#### Sturmverlauf
Am Abend des 6. September begann das National Hurricane Center (NHC) mit der Beobachtung einer tropischen Welle über Senegal. Einen Tag später erreichte sie das Meer und erhielt eine hohe Wahrscheinlichkeit sich in ein tropisches Tiefdruckgebiet zu entwickeln. Das System organisierte sich rasch weiter und wurde am 8. September als tropisches Tiefdruckgebiet Neun klassifiziert, als es sich etwa 440 km ostsüdöstlich von Kap Verde befand. 12 Stunden später verstärkte sich das Tiefdruckgebiet in einen tropischen Sturm, der den Namen Humberto bekam. Humberto intensivierte sich rasch weiter und erreichte am 10. September die Stärke eines starken tropischen Sturms. Früh am 11. September aktualisierte das National Hurricane Center den Sturm zum ersten Hurrikan der Saison. Humberto erreichte am folgenden Tag mit Windgeschwindigkeiten von 140 km und einem Luftdruck von 982 hPa seinen Höhepunkt. Danach löste sich das Auge des Hurrikans rasch auf und er schwächte sich rasch in einen tropischen Sturm ab. Am Nachmittag des 14. September degenerierte der Sturm etwa 1580 km nordwestlich von Kap Verde zu einem außertropischen Resttief. Das National Hurricane Center gab dem System allerdings eine hohe Chance, sich erneut in einen tropischen Sturm zu entwickeln. Am 16. September hatte sich das Resttief soweit regeneriert, um am Nachmittag erneut zu einem tropischen Sturm heraufgestuft zu werden. Humberto konnte sich in den nächsten Tagen allerdings nicht wesentlich entwickeln und blieb bei der Stärke eines schwachen tropischen Sturmes. Am Abend des 18. September schwächte sich der Sturm in ein tropisches Tiefdruckgebiet ab und löste sich am folgenden Tag 1435 km westsüdwestlich der Azoren auf.
- NHC's Sturmarchiv zu Hurrikan Humberto (Englisch)
- NHC's Grafikenarchiv zu Hurrikan Humberto (Englisch)
- NHC's Tropical Cyclone Report on Hurricane Humberto (Englisch; PDF)

### Hurrikan Ingrid

#### Sturmverlauf
Am 10. September bildete sich über dem nordwestlichen Karibischen Meer ein Gebiet von gestörtem Wetter. Nachdem die Störung langsam nach Westen gezogen war und sich am folgenden Tag über Belize befand, erhielt sie eine mittlere Wahrscheinlichkeit sich in ein tropisches Tiefdruckgebiet zu entwickeln. Früh am 12. September erreichte das System die Bucht von Campeche und wurde später am selben Tag zum tropischen Tiefdruckgebiet Zehn aktualisiert, als es sich etwa 280 km ostnordöstlich von Veracruz, Mexiko befand. 18 Stunden später verstärkte sich das Tiefdruckgebiet in einen tropischen Sturm, der den Namen Ingrid erhielt. Der Sturm blieb stationär und intensivierte sich rasch in einen moderaten tropischen Sturm. Als Ingrid am Nachmittag des 14. September begann ein Auge zu bilden, wurde der Sturm zu einem Hurrikan heraufgestuft. In der Nacht zum 15. September erreichte der Hurrikan mit andauernden Windgeschwindigkeiten von rund 140 km/h seinen Höhepunkt. Danach schwächte sich Ingrid rasch ab und ging am Mittag des 16. September mit Windgeschwindigkeiten von 100 km/h als ein starker tropischer Sturm in der Nähe von La Pesca, Mexiko an Land. Neun Stunden nach ihrem Landgang schwächte sich Ingrid in ein tropisches Tiefdruckgebiet ab. Früh am 17. September löste sich das Tiefdruckgebiet etwa 125 km westlich von La Pesca, Mexiko über den Bergen auf.
- NHC's Sturmarchiv zu Hurrikan Ingrid (Englisch)
- NHC's Grafikenarchiv zu Hurrikan Ingrid (Englisch)
- NHC's Tropical Cyclone Report on Hurricane Ingrid (Englisch; PDF)

#### Auswirkungen
In Mexiko haben die Auswirkungen von gleichzeitig zwei tropischen Stürmen, Hurrikan Ingrid auf atlantischer und Hurrikan Manuel auf pazifischer Seite zu verheerenden Überschwemmungen infolge starker Niederschläge geführt. Dabei sind mindestens 21 Menschen ums Leben gekommen. Tausende mussten evakuiert werden.

### Tropischer Sturm Jerry

#### Sturmverlauf
Am 26. September bildete sich ein großer Bereich von Schauern und Gewittern etwa 1000 Meilen östlich der Kleinen Antillen. Die Störung zog im Laufe des nächsten Tages nach Norden-Nordwesten und erhielt am 28. September eine hohe Wahrscheinlichkeit sich in ein tropisches Tiefdruckgebiet zu entwickeln. Am frühen Morgen des 29. September hatte sich das System soweit organisiert, sodass es vom National Hurricane Center 1935 km ostsüdöstlich von Bermuda zum tropischen Tiefdruckgebiet Elf aktualisiert wurde. Zunächst konnte sich das Tiefdruckgebiet nicht weiter intensivieren und blieb schlecht organisiert. Erst am Nachmittag des 30. September stufte das National Hurricane Center es zu einem tropischen Sturm herauf, der den Namen Jerry erhielt. Früh am 1. Oktober erreichte der Sturm mit Windgeschwindigkeiten von 85 km/h und einem Luftdruck von 1005 hPa seinen Höhepunkt als ein moderater tropischer Sturm, schwächte sich aber rasch wieder in einen schwachen tropischen Sturm ab. Jerry setzte seine Abschwächung fort und wurde früh am 3. Oktober zu einem tropischen Tiefdruckgebiet herabgestuft, ehe dieses später am selben Tag 1270 km westsüdwestlich der Azoren zu einem außertropischen Resttief degenerierte.
- NHC's Sturmarchiv zu Tropensturm Jerry (Englisch)
- NHC's Grafikenarchiv zu Tropensturm Jerry (Englisch)
- NHC's Tropical Cyclone Report on Tropical Storm Jerry (Englisch; PDF)

### Tropischer Sturm Karen

#### Sturmverlauf
Am 28. September bildete sich über dem südwestlichen Karibischen Meer ein Gebiet von gestörtem Wetter. Nach Nordwesten ziehend, konnte sich die Störung langsam organisieren und erhielt am 1. Oktober eine mittlere Wahrscheinlichkeit sich in ein tropisches Tiefdruckgebiet zu entwickeln. Am folgenden Tag verstärkte sich das System weiter und bekam eine hohe Wahrscheinlichkeit. Am Mittag des 3. Oktober hatte es sich soweit entwickelt, sodass es 65 km nordwestlich von Cabo Catoche, Mexiko zum tropischen Sturm Karen aktualisiert wurde. Noch am selben Tag erreichte der Sturm mit andauernden Windgeschwindigkeiten von 100 km/h und einem Luftdruck von 999 hPa seinen Höhepunkt als ein starker tropischer Sturm. Bereits am folgenden Tag verlor Karen an Kraft und schwächte sich in einen moderaten tropischen Sturm mit Windgeschwindigkeiten von 85 km/h ab. Früh am 5. Oktober besaß der Sturm nur noch Windgeschwindigkeiten von 65 km/h und war nun sehr unorganisiert. Bei der Annäherung an Louisiana schwächte sich Karen schließlich in ein tropisches Tiefdruckgebiet ab und löste sich am Nachmittag des 6. Oktober etwa 135 km südlich des Mundes vom Mississippi River auf.
- NHC's Sturmarchiv zu Tropensturm Karen (Englisch)
- NHC's Grafikenarchiv zu Tropensturm Karen (Englisch)
- NHC's Tropical Cyclone Report on Tropical Storm Karen (Englisch; PDF)

### Tropischer Sturm Lorenzo

#### Sturmverlauf
Am 20. Oktober begann das National Hurricane Center (NHC) ein schwaches Tiefdruckgebiet zu beobachten, welches sind etwa 625 Meilen südöstlich von Bermuda befand. Die Störung entwickelte sich rapide und wurde bereits am folgenden Tag 1045 km ostsüdöstlich von Bermuda zum tropischen Tiefdruckgebiet Dreizehn aktualisiert. Sechs Stunden später verstärkte sich das Tiefdruckgebiet in einen tropischen Sturm, der den Namen Lorenzo erhielt. Das System erreichte bereits am 22. Oktober seinen Höhepunkt mit andauernden Windgeschwindigkeiten von 85 km/h und einem Luftdruck von 1003 hPa als ein moderater tropischer Sturm. Nach seinem Höhepunkt verlor Lorenzo rasch seine Konvektion und schwächte sich in der Nacht zum 24. Oktober in ein tropisches Tiefdruckgebiet ab. Am Nachmittag des 24. Oktober berichtete das National Hurricane Center, dass das Tiefdruckgebiet zu einem außertropischen Resttief degenerierte, als es sich etwa 1650 km östlich von Bermuda befand.
- NHC's Sturmarchiv zu Tropensturm Lorenzo (Englisch)
- NHC's Grafikenarchiv zu Tropensturm Lorenzo (Englisch)
- NHC's Tropical Cyclone Report on Tropical Storm Lorenzo (Englisch; PDF)

### Tropischer Sturm Melissa

#### Sturmverlauf
Am 16. November meldete das National Hurricane Center (NHC), dass sich mehrere hundert Meilen südöstlich von Bermuda ein nicht-tropisches Tiefdruckgebiet gebildet hat. Das System konnte sich im Laufe des nächsten Tages organisieren und erhielt eine mittlere Wahrscheinlichkeit sich in eine subtropische oder tropische Zyklone zu entwickeln. Am Nachmittag des 18. November aktualisierte das National Hurricane Center das Tiefdruckgebiet 1120 km ostsüdöstlich von Bermuda zu einem subtropischen Sturm, der den Namen Melissa erhielt. Das System erreichte am folgenden Tag mit Windgeschwindigkeiten von rund 100 km/h und einem Luftdruck von 982 hPa seinen vorläufigen Höhepunkt als ein subtropischer Sturm. Früh am 20. November begann Melissa tropische Eigenschaften anzunehmen und wurde am Nachmittag als ein tropischer Sturm klassifiziert. Das System erreichte früh am 21. November eine Zuggeschwindigkeit von 52 km/h und zog rapide Richtung Osten-Nordosten. Später am selben Tag erreichte Melissa ihren zweiten Höhepunkt mit andauernden Windgeschwindigkeiten von 100 km/h und einem Luftdruck von 980 hPa. Am frühen Morgen des 22. November erklärte das National Hurricane Center den Sturm als außertropisch, als er sich etwa 425 km nord-nordwestlich der Azoren befand.
- NHC's Sturmarchiv zu Tropensturm Melissa (Englisch)
- NHC's Grafikenarchiv zu Tropensturm Melissa (Englisch)
- NHC's Tropical Cyclone Report on Tropical Storm Melissa (Englisch; PDF)

## Sturmnamen
In der atlantischen Hurrikansaison 2013 werden die folgenden Namen verwendet. Diese Liste ist identisch mit der Liste für die Atlantische Hurrikansaison 2007, nur Dean, Felix und Noel wurden durch Dorian, Fernand und Nestor ersetzt.
| - Andrea - Barry | - Chantal - Dorian | - Erin - Fernand | - Gabrielle - Humberto | - Ingrid - Jerry | - Karen - Lorenzo | - Melissa |

Dieselben Namen wurden für die Atlantische Hurrikansaison 2019 wiederverwendet. Lediglich Ingrid wurde wegen der starken Auswirkungen durch Imelda ersetzt.